# مبنى بلدية إيفري (مترو باريس)
مبنى بلدية إيفري (بالفرنسية: Mairie d'Ivry)‏ هي محطة مترو تابعة لمترو باريس تقع في فرنسا في ايفري-سور-سين.[بحاجة لمصدر]